# Posádkový žitný mlýn v Terezíně
Posádkový žitný mlýn v Terezíně v okrese Litoměřice je vodní mlýn, který stojí vně pevnosti na levém břehu Ohře u mostu přes řeku. Od roku 2007 je chráněn jako nemovitá kulturní památka České republiky.

## Historie
Mlýn byl postaven v roce 1786 spolu s pevností Terezín a přestavěn do současné podoby v 19. století. V provozu byl až do 50. let 20. století.

## Popis
Dvoupatrová budova bez obytné části je podsklepená a má hladce omítnutou fasádu. Je postavena na obdélném půdorysu a kryta sedlovou střechou s pálenými taškami. Na severní straně je budova rozšířena o dlouhou patrovou hladce omítnutou budovu skladu se sedlovou střechou krytou frankfurtskými taškami z ocelového pozinkovaného plechu.
Voda na vodní kolo vedla od jezu; mlýn byl nazýván „splavový“. Je zcela bez technologie, vodní kolo na spodní vodu zaniklo.